# 투무수커시
투무수커시(위구르어: تۇمشۇق شەھرى 툼슈크 시, 중국어: 图木舒克市, 병음: Túmùshūkè Shì)는 신장 위구르 자치구의 서쪽에 위치한 도시이며, 카스 지구에 둘러싸여 있다.

## 인구
투무수커시의 인구는 165,850명(2018년)이다. 민족구성은 위구르족이 다수를 차지하고 다음으로 한족, 후이족, 몽골족 등이 있다.
| 민족     | 인구    | 비율   |
| -------- | ------- | ------ |
| 위구르족 | 111,938 | 67.49% |
| 한족     | 52,622  | 31.73% |
| 후이족   | 554     | 0.33%  |
| 몽골족   | 57      | 0.03%  |
| 기타     | 679     | 0.41%  |

## 기후
연평균 기온은 11.6°C이고 1월 평균기온은 -6.6°C～-7.3°C, 7월 평균기온은 25°C～26.7°C이다. 연평균 강수량은 38.3mm이고 무상일수는 225일이다.

## 같이 보기
- 신장생산건설병단

1. ↑  “3-7 各地、州、市、县(市)分民族人口数_人口与就业_新疆维吾尔自治区统计局”. 2020년 11월 1일. 2020년 11월 1일에 원본 문서에서 보존된 문서. 2022년 11월 24일에 확인함.